# Mistrzostwa Świata w Podnoszeniu Ciężarów 1907
10. Mistrzostwa Świata w Podnoszeniu Ciężarów – zawody sportowe w podnoszeniu ciężarów, które odbyły się 19 maja 1907 we Frankfurcie nad Menem. Udział wzięło 23 sportowców. Tryumfowali gospodarze, którzy zdobyli łącznie 8 medali.

## Rezultaty
| Kategoria:          | Złoto:             | Srebro:               | Brąz:            |
| Waga lekka -70 kg   | Johannes Zebrowsky | Virgile Guerraz       | Heinrich Glenzer |
| Waga średnia -80 kg | Andreas Lutz       | Johann Formberger     | Hans Abraham     |
| Waga ciężka +80 kg  | Heinrich Rondi     | Heinrich Schneidereit | Georg Schleidt   |

## Tabela medalowa
| Poz.    | Państwo              |   |   |   | Łącznie |
| ------- | -------------------- | - | - | - | ------- |
| 1       | Cesarstwo Niemieckie | 3 | 2 | 3 | 8       |
| 2       | Szwajcaria           | 0 | 1 | 0 | 1       |
| Łącznie | Łącznie              | 3 | 3 | 3 | 9       |